# Oscar Acosta (Fußballspieler)
Oscar Román Acosta Cicconi (* 18. Oktober 1964 in Rosario) ist ein ehemaliger argentinischer Fußballspieler. Der Mittelfeldspieler gewann die Meisterschaften in drei verschiedenen Ländern und bestritt ein Spiel für die Nationalmannschaft.

## Karriere

### Verein
Oscar Acosta begann seine Profikarriere 1980 bei Ferro Carril Oeste und gewann mit dem Klub die Meisterschaften 1980 und 1982. Bis 1989 spielte der Mittelfeldspieler in Argentinien und wechselte dann zum schweizerischen Klub Servette FC. 1990 kam er nach Argentinien zurück und war im Laufe seiner Karriere für weitere Klubs in Argentinien aktiv. Auslandserfahrungen sammelte Acosta bei All Nippon Airways in Japan, Universidad de Chile sowie Coquimbo Unido in Chile und Barcelona SC in Ecuador. Seine Karriere beendete er 2001 bei seinem ersten Profiklub Ferro Carril Oeste.

### Nationalmannschaft
Oscar Acosta bestritt 1987 sein einziges Spiel für die Nationalmannschaft bei einem inoffiziellen Freundschaftsspiel gegen AS Rom. Bei der Copa América 1987 stand er im Kader, wurde aber im Turnier nicht eingesetzt. Auch zur Weltmeisterschaft 1986 in Mexiko war der Mittelfeldspieler ein Kandidat für das Turnier, erlitt jedoch im Oktober 1985 einen Wadenbeinbruch, der ihn acht Monate außer Gefecht setzte.

## Erfolge
Ferro Carril Oeste
- Argentinischer Meister: 1982, 1984

Universidad de Chile
- Chilenischer Meister: 1995

Barcelona SC
- Ecuadorianischer Meister: 1997